# Затылок (часть оружия)

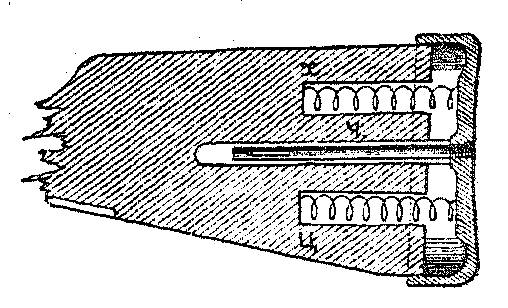
Рисунок из статьи «Затылок»
(«Военная энциклопедия Сытина»; 1913)

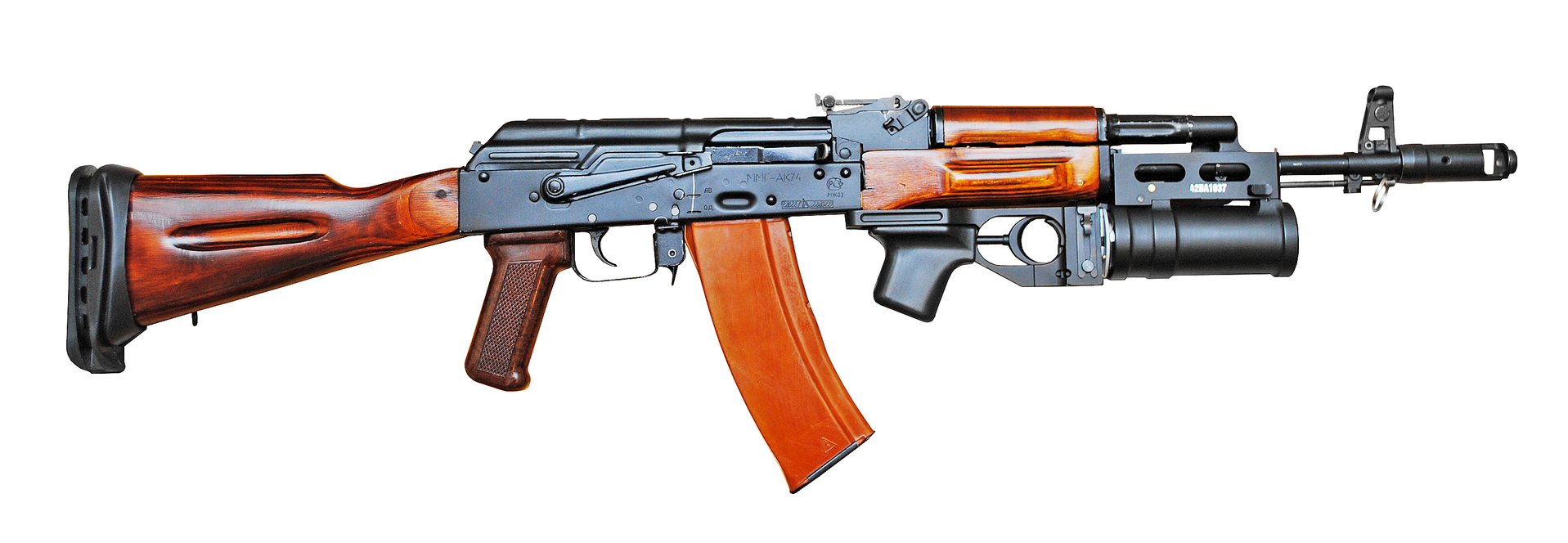
Накладка (съёмный резиновый амортизатор) на затылок, на автомате АК-74 с подствольным гранатомётом ГП-25.

Затылок — часть огнестрельного оружия, которое представляет собой специальную железную, медную или роговую накладку на задке приклада некоторых моделей ружья, карабина, автомата или ручного пулемёта, которая служит для предохранения плеча стрелка от ударов, а также для защиты приклада от попадания влаги (когда военнослужащие (солдаты и так далее)) ставили ружья на землю прикладом вниз).
В современных руководящих документах называется Затыльник, когда и почему поменялся термин, неизвестно.

## История
В период появления самострелов (на Западе арбалетка — лук с прикладом и прицелом) была и придумана ложа и приклад, толстая часть ложи оружия, позже и у ручного огнестрельного, служащие для удобства прицеливания и ведения стрельбы при прикладывании (что приложено) оружия к плечу военнослужащего. Ружейная ложа состоит из цевья, приклада и соединяющей их шейки и обычно изготовляется из дерева — ореха, березы, явора как наиболее гибких и упругих. Приклад служит для упора ружья в плечо при выстреле, а затылок приклада служит для распределения отдачи на возможно большую поверхность плеча стрелка.
Как правило, затылок прикрепляется к прикладу шурупами. Иногда, для уменьшения отдачи при выстреле, его прикрепляли следующим образом: в затылок, имеющий вид коробки, охватывающей торец приклада, ввинчен железный стержень, входящий в канал в торце приклада; стержень имеет продольную прорезь; сквозь нее и боковые стенки приклада пропущены шпильки, так чтобы затылок имел небольшое перемещение вдоль приклада; в торце приклада имеется ещё два канала для двух винтовых пружин, упирающихся одними концами в дно своего канала, а другими — в затылок. При выстреле затылок уперт в плечо стрелка, ружьё же вследствие отдачи двигается назад, причём пружины сжимаются, поглощая часть кинетической энергии. В русской императорской армии такие устройства были приняты к крепостному ружью образца 1876 года.
В некоторых моделях автоматов Калашникова затылок имеет гнездо пенала (специальное отверстие и место), в котором хранится пенал с принадлежностями для обслуживания и чистки оружия.
Затылок может быть нерегулируемый и регулируемый; последний может изменяться с учётом антропометрических особенностей стрелка.
На некоторых моделях оружия на затылок надеваются (прикрепляются) накладки (резиновые изделия), служащие амортизаторами при отдачи во время стрельбы, то есть для снижения её воздействия на тело стрелка.